# 梅江区
梅江区（ばいこうく）は中華人民共和国広東省梅州市に位置する市轄区。

## 歴史
南北朝時代、南朝斉により海陽県より程郷県が分割設置された。945年（乾和3年）に南漢はこの地に敬州を設置され、州治は程郷県に置かれた。971年（開宝4年）に北宋により敬州は梅州と改称された。
明代になると梅州が廃止されたが、1733年（雍正11年）に清により程郷県は嘉応直隷州に昇格した。
中華民国が成立すると1912年に州制の廃止と共に梅県が設置され、新中国成立まで沿襲された。
1979年に県級市の梅州市が成立、1983年には梅県と合併し梅県市が誕生した。1988年の梅県市廃止に伴い梅県と梅江区に分離し現在に至る。

## 行政区画
下部に3街道、4鎮を管轄する
- 街道
  - 金山街道、江南街道、西郊街道
- 鎮
  - 三角鎮、長沙鎮、城北鎮、西陽鎮

## 交通

### 航空
- 梅県長崗岌空港（中国語版）

### 鉄道
- 中国鉄路総公司
  - 漳竜線
    - 梅州駅

### 道路
- 高速道路
  - 長深高速道路
  - 梅竜高速道路
- 国道
  - G205国道
  - G206国道